# Pokémon

Het officiële internationale Pokémon-logo; "Pokémon" is een afkorting van de originele Japanse titel "Pocket Monsters".

Pokémon is een mediafranchise, eigendom van The Pokémon Company, die rond 1995 werd opgericht door Satoshi Tajiri. Het is toegespitst op fictieve wezens genaamd "Pokémon", die worden gevangen en getraind door mensen, Pokémontrainers genoemd, om ze elkaar te laten bevechten voor de sport. In januari 2024 waren er 1025 verschillende Pokémon.
Oorspronkelijk werd het uitgebracht als een duo role-playing game voor de Game Boy die met elkaar verbonden konden worden, ontwikkeld door Game Freak en uitgegeven door Nintendo. Pokémon is sindsdien uitgegroeid tot de op een na succesvolste game-franchise ter wereld, na Super Mario. De Pokémonfranchise bestaat onder andere uit spellen voor diverse Nintendo-platforms/consoles, ruilkaartenspellen, manga-strips, een anime-televisieserie en bijbehorende speelfilms en een tijdschrift. Ook zijn er verschillende accessoires afgeleid van de televisiereeks, gaande van knuffels tot kledij.
Het kaartspel is sinds 1999 wereldwijd verkrijgbaar (waaronder in de Benelux), en is nog steeds populair onder schoolgaande jeugd (7-12 jaar).
De anime Pokémon was in Nederland voor het eerst te zien op Fox Kids, wat later werd omgedoopt tot Jetix en later Disney XD. In Vlaanderen (België) was Pokémon voor het eerst te zien op VT4, wat later VIER werd, momenteel is de anime te zien op vtmKzoom, Kadet en vtm. Daarnaast is Pokémon te bekijken via Netflix en gratis via de officiële Pokemon.nl website.
In november 2005 kondigde 4Kids Entertainment, dat de niet-spel gerelateerde licentie van Pokémon in handen had, aan dat het de licentieovereenkomst niet had verlengd. Pokémon USA Inc. (nu The Pokémon Company International), een dochteronderneming van het Japanse Pokémon Co, beheert nu de Pokémon-licentie buiten Azië. De totale brutowinst van de Pokémon-mediafranchise lag in 2014 wereldwijd op 4 biljoen yen (ongeveer 29,79 miljard euro). In 2014 alleen al bracht Pokémon 2 miljard dollar op (ongeveer 1,79 miljard euro).

## Historie

### Eerste generatie
Pokémon werd in 1991 door Satoshi Tajiri bedacht. Tajiri ging in zijn jeugd graag op zoek naar insecten in het nabijgelegen gebied van zijn huis, een hobby die hij later gebruikte bij het bedenken van Pokémon. Dit gebeurde doordat hij kinderen zag lopen met de zogenoemde Game Boy. Dit gaf hem het idee van insecten, die over een draad van het ene Game Boysysteem naar het andere zouden kruipen. Het idee voor Capsule Monsters ontstond.
Na zijn ideeën een aantal keer aan Nintendo te hebben voorgelegd, deed zijn vriend Shigeru Miyamoto een poging, die succesvol was. Nintendo sponsorde de ontwikkeling van het eerste spel, wat zes jaar in beslag zou nemen. De Sprites van alle Pokémon werden getekend door Tajiri's vriend Ken Sugimori. Voor de release van het eerste spel in Japan werden er sprites vrijgegeven van enkele Pokémon: Pikachu, Mew, Meowth, Bulbasaur, Charmander en Squirtle verschenen in Game Freaks Game Boy Camera in 1995. Rond deze tijd veranderde Nintendo de naam van Capsule Monsters in Pocket Monsters. De eerste Pokémonspellen, Pokémon Red en Green, kwamen uit voor de Nintendo Game Boy in Japan op 27 februari 1996. Hiermee werd de droom van Satoshi Tajiri vervuld, en werd het mogelijk voor mensen van alle leeftijden om wezens te vangen, trainen, en ruilen, en hiermee een Pokémon Meester te worden. Door het enorme succes van Pokémon Red en Green, werden zij snel opgevolgd door Pokémon Blue, uitgerust met betere graphics en geluid. Zonder al te veel promotie bleek aan het eind van dat jaar dat het spel het best verkochte spel van dat jaar was. Daarom werd besloten het spel internationaal uit te brengen, omdat ook daar succes werd verwacht. Ook in de Verenigde Staten en Europa sloeg het spel in als een bom, echter wel met iets meer promotie. Echter, in de Verenigde Staten en Europa kwamen enkel Pokémon Red en Blue uit, beide op technologisch niveau van de Japanse Pokémon Blue. Pokémon Green is nooit buiten Japan uitgekomen.
De populariteit van de franchise leidde tot een animeserie gebaseerd op de spellen. Deze anime ging op 1 april 1997 in première in Japan. De hoofdpersoon is een jonge Pokémontrainer genaamd Satoshi (naar Satoshi Tajiri, in het Engels hernoemd tot Ash Ketchum), gebaseerd op Red. Een ander personage dat werd geïntroduceerd in de eerste aflevering is Satoshi's rivaal, Shigeru (naar Shigeru Miyamoto, later hernoemd in het Engels tot Gary Oak), gebaseerd op Blue.
Op 25 april 1998 opende de eerste Pokémon Center-winkel in Tokio, gespecialiseerd in Pokémonspullen. Rond die tijd werd The Pokémon Company actief. Inmiddels zijn in Japan veel andere winkels van dit soort geopend.
Noord-Amerika ontving de anime op 7 september 1998, en de versies Red en Blue van de spellen op 30 september 1998. Kort daarop begonnen overal mensen de spellen te spelen onder de slogan Gotta Catch 'em All! (Vang ze allemaal!). Het kaartruilspel werd in Noord-Amerika geïntroduceerd op 9 januari 1999. Ondertussen werd in Japan in 1998 een nieuw spel geïntroduceerd: Pokémon Stadium, voor de Nintendo 64. Dit spel bracht echter maar 42 van de 151 Pokémon. Aan de andere kant zorgde de anime voor grote hoogtes. Op 18 juli 1998 ging de eerste Pokémonfilm in première in Japan, genaamd Pokémon de film: Mewtwo tegen Mew. In deze film speelden de zeldzame Pokémon Mew en Mewtwo. In de Verenigde Staten ging de film in première op 10 november 1999. De film had kort het record voor grootste omzet tijdens de opening voor een geanimeerde film. Plannen begonnen kort daarop voor een spel gebaseerd op de populaire anime. Hierdoor werd Pokémon Yellow (Pokémon Geel) realiteit, en kwam uit op 12 september 1998 in Japan, en 25 oktober 1999 in de Verenigde Staten en Europa. Pokémon Yellow stond trainers toe de rol van Ash aan te nemen, en rond te reizen door de regio Kanto, met animeachtige graphics voor elke Pokémon, en een Pikachu als kameraad, die de trainer volgde.

### Tweede generatie
Bijna vanaf het absolute begin van Pokémon was het duidelijk dat het niet bij 151 Pokémon zou blijven. De legendarische Pokémon Ho-Oh verscheen al in de eerste aflevering van de anime, als onbekende Pokémon. Ook andere Pokémon uit een volgende generatie kwamen voor in de anime: Togepi, Marill, Snubbull en Donphan zijn hier enkele voorbeelden van. Op 17 juli 1999 kwam de tweede Pokémonfilm uit: Pokémon 2: Op eigen kracht. Deze ging in première op 21 juli 2000 in Noord-Amerika.
Op 21 november 1999 kwam de tweede generatie spellen uit in Japan: Pokémon Gold en Silver (Pokémon Goud en Zilver), beide voor de toen nieuwe Game Boy Color. Ditmaal speelden trainers in Johto, waar 100 nieuwe Pokémon op hen wachtten. De nieuwe spellen gaven de spelervaring een enorme boost door veel nieuwe mogelijkheden, waarvan de bekendste het toevoegen van verschillen in geslacht bij Pokémon, wat er toe leidde dat Pokémon konden worden gekweekt. Een tijdsysteem werd ingevoerd, wat in het spel een dag/nachtritme gaf. Ook werd er een geluksysteem ingevoerd om te bepalen hoe blij een Pokémon was met zijn of haar trainer. Shiny Pokémon (Pokémon met een andere kleur dan normaal) deden ook hun intrede, de bekendste waarschijnlijk de Rode Gyarados van het Lake of Rage. Trainers konden ook terugkeren naar Kanto, en de gymleiders uit de originele spellen nogmaals uitdagen. Pokémon Gold en Silver kwamen uit in Noord-Amerika op 11 oktober 2000. De anime volgde de spellen, en Ash en zijn vrienden arriveerden in Johto in een aflevering die op tv was in Japan op 14 oktober 1999, en in de VS op 14 oktober 2000. Pokémon 3: In de greep van Unown werd uitgebracht in Japan op 8 juli 2000, en in Noord-Amerika op 6 april 2001. Deze film draaide om de legendarische Pokémon Entei.
Zoals het geval was met Pokémon Yellow, werd er een derde versie gemaakt in de Metal-generatie, onder de naam Pokémon Crystal (Pokémon Kristal), die in Japan uitkwam op 14 december 2000, en in Noord-Amerika op 21 juli 2001. Pokémon Crystal had verscheidene veranderingen ten opzichte van Pokémon Gold en Silver. Suicune was de versiemascotte en de plot van het spel draaide om deze Pokémon. Pokémon Crystal was ook het eerste verplaatsbare Pokémonspel dat bewegende animaties had voor elke Pokémon. Trainers in Japan kregen een bijgevoegde bonus door in staat te worden gesteld te ruilen, vechten, en zelfs het bemachtigen van de legendarische Pokémon Celebi door draadloos met behulp van een mobiele telefoon aan te loggen bij het Pokémon Mobile System. Trainers waren ook voor het eerst in staat te kiezen welk geslacht hun personage had.

### Derde generatie
In juli 2001 in een aflevering van de anime in Japan verscheen een Pokémon die nog nooit eerder gezien was: Kecleon. Kort daarna verschenen Kecleon en anderen als Wynaut, Azurill, Duskull en Volbeat in twee korte Pikachufilms, terwijl Wailmer, Latias en Latios schitterden in de vijfde Pokémonfilm. Gedurende de Silver Conference vocht Ash met een trainer genaamd Harrison, een trainer uit Littleroot Town in Hoenn. Professor Birch, samen met andere Pokémon, had een korte verschijning in de eindaflevering van de Johtoserie. Hierdoor werd duidelijk dat de volgende generatie in de Pokémonserie om de hoek lag.
Inderdaad bleek dat een enorme wisseling in de hoofdspelserie plaatsvond toen Pokémon arriveerde op de Game Boy Advance op 21 november 2002, toen Pokémon Ruby en Sapphire (Pokémon Robijn en Saffier) uitkwamen in Japan. Trainers ontdekten dat zij terecht waren gekomen in de zuidelijke regio Hoenn, waar 135 nieuwe Pokémon wachtten om te worden ontdekt. De spellen Ruby en Sapphire kwamen uit in Noord-Amerika op 18 maart 2003, met veel nieuwe functies, de opmerkelijkste Pokémon Contests, dubbelgevechten, Pokémon abilities (vaardigheden), en natures voor iedere Pokémon, tezamen met de hervorming van effort values (moeitewaarden) en individual values (individuele waarden). Ook kwamen in deze versies uitgebreidere weersverschijnselen naar voren, tezamen met twee nieuwe vijandige teams: Team Magma en Team Aqua. Door de enorme veranderingen in het systeem, was het niet mogelijk om deze versies te linken aan vroegere versies van de Pokémonserie.
De anime begon met een nieuwe serie, genaamd Advanced Generation series, die in Japan begon op dezelfde dag waarop de spellen uitkwamen. De spellen kwamen bijna een jaar later in Noord-Amerika uit. Veel in deze serie veranderde, zoals de introductie van een nieuw personage, May, gebaseerd op haar speltegenhangster. Twee nieuwe films werden geproduceerd gedurende de tijd in Hoenn: Pokémon 6: Jirachi, Droomtovenaar (deze film kwam uit op 19 juli 2003 in Japan, en op 1 juni 2004 op video en dvd in Noord-Amerika) en Pokémon 7: Doel Deoxys (welke uitkwam op 17 juli 2004 in Japan en op 22 januari 2005 op de Noord-Amerikaanse televisie verscheen).
Op 29 januari 2004 werden er twee nieuwe spellen gelanceerd in Japan: Pokémon FireRed en LeafGreen (Pokémon VuurRood en BladGroen). Deze spellen kwamen in Noord-Amerika uit op 9 september 2004, en zijn de herziene versies van Pokémon Red en Blue. Hiermee werden deze spellen op het niveau van de derde generatie gebracht, en werd ook de draadloze manier van ruilen mogelijk door de Wireless adapter. Ook kwam er een nieuwe kleinere regio uit in deze spellen: de Sevii Islands. Deze spellen gaven ook de mogelijkheid om de legendarische Pokémon Deoxys twee nieuwe vormen te geven, door deze naar een bepaalde cartridge te sturen. Omdat het verhaal van Hoenn nog niet klaar was, maakte Game Freak een vervolg op Pokémon Ruby en Sapphire, te weten Pokémon Emerald (Pokémon Smaragd). Dit spel kwam uit in Japan op 16 september 2004, en in Noord-Amerika op 1 mei 2005. Ook Pokémon Emerald had de mogelijkheid om draadloos te ruilen met de Wireless adapter, en het spel was een geüpdatete versie van Hoenn met nieuwe mogelijkheden, zoals de Hoenn Battle Frontier, de mogelijkheid om gymleiders opnieuw te bevechten, een veranderd plot en animaties voor alle Pokémon, zoals in Pokémon Crystal het geval was.
De anime kwam aan op het punt waar de herziene versies van Pokémon Red en Blue en Pokémon Emerald waren, en liet de groep terugreizen naar Kanto om de Battle Frontier uit te dagen. Gedurende dit seizoen werden twee films uitgebracht: Pokémon 8: Lucario en het Mysterie van Mew (die in Japan in première ging op 16 juli 2005) en Pokémon 9: Pokémon Ranger en de Tempel van de Zee (die in première ging in Japan op 15 juli 2006).

### Vierde generatie
Precies zoals met Kecleon in de derde generatie, hoorde het publiek van de vierde generatie met de ontdekking van een nieuwe Pokémon: Munchlax in mei 2004. Munchlax was kort daarop te zien in de zevende film en later in de animeserie. Anderen zoals Lucario, Bonsly, Mime Jr. en Weavile maakten hun entree in de achtste film, en Mantyke, Buizel en Chatot verschenen in de negende film, waarin Manaphy, een nieuwe legendarische Pokémon, voorkwam.
Pokémon Diamond en Pearl (Pokémon Diamant en Parel) werden uiteindelijk uitgebracht voor de Nintendo DS in Japan op 28 september 2006, en in Noord-Amerika op 22 april 2007. Samen met 107 nieuwe Pokémon in het gigantische land van Sinnoh, gaven deze spellen een pseudo-3D-beeld van de wereld met zich mee, het terugkeren van het tijdsysteem in de spellen met verschillen in de dagmomenten, zichtbare verschillen tussen de geslachten bij Pokémon, een verdeling tussen fysieke en speciale aanvallen en Pokémon Super Contests. De animeserie Diamond & Pearl begon in Japan en in de VS met uitzenden nadat het spel was uitgekomen. Zoals de voorgaande series, introduceerde deze serie een nieuw vrouwelijk personage, Dawn, gebaseerd op haar speltegenhangster.
De drie films van deze serie vormen een opeenvolgende trilogie. Het eerste deel van de trilogie, Pokémon 10: De Opkomst van Darkrai, ging in Japan in première op 14 juli 2007, en in Noord-Amerika op televisie op 24 februari 2008. Het tweede deel, Pokémon 11: Giratina en de Krijger van de Lucht ging in Japan in première op 19 juli 2008, en in Noord-Amerika op televisie op 13 februari 2009. Het derde en laatste deel van deze trilogie, Pokémon 12: Arceus en het Juweel des Levens, ging in Japan in première op 18 juli 2009, en in Noord-Amerika op televisie op 20 november 2009.
Al sinds de herziene versies van Pokémon Red en Blue gingen er geruchten over herziene versies van Pokémon Gold en Silver, die uit zouden komen op de Nintendo DS. Deze geruchten bleken te kloppen: de herziene versies, genaamd Pokémon HeartGold en SoulSilver (Pokémon HartGoud en ZielZilver), werden op de markt gebracht in Japan op 12 september 2009 en in Noord-Amerika op 14 maart 2010.

### Vijfde generatie
De 13e Pokémonfilm luidde de vijfde generatie van Pokémon in. Op 6 februari 2010 werd het silhouet getoond van de eerste vijfde generatie Pokémon. Later werd bekend dat het om Zoroark gaat, die meespeelt in de 13de film. Na de 13de film kwam ook de 14de uit die bestaat uit twee films: Pokémon 14: White - Victini en Reshiram en Pokémon 14: Zwart, Victini en Reshiram. Verder werd op 29 januari 2010 door The Pokémon Company een nieuwe RPG (role-playing game) aangekondigd. In april werden ook de titels bekendgemaakt: Pokémon Black en White. In Japan werden deze spellen in september 2010 uitgebracht; in Europa was dit op 4 maart 2011. Op 12 augustus 2012 kwam in Europa het vervolg uit, Pokémon Black 2 en White 2.

### Zesde generatie
De zesde generatie, Generation VI, werd geïntroduceerd met de Mega-evolutie van Mewtwo in de film Pokémon 16: Genesect En De Ontwaakte Legende en met de games Pokémon X en Y. Hierna volgde de gelijknamige televisieserie Pokémon: XY - Een nieuw Mega avontuur. De legendarische Pokémon van deze serie heten Xearneas en Yvental, vandaar X en Y. Na Pokémon X en Y kwamen ook Pokémon Omega Ruby en Alpha Sapphire uit. Deze twee games zijn de remakes van Pokémon Ruby en Sapphire met betere graphics en ook met mega-evolutie.

### Zevende generatie
Op 23 november 2016 werden in Europa de eerste games in de zevende generatie uitgebracht, Pokémon Sun en Moon. Het is naast het ontvangen van Pokémon via de andere 3DS-games en de Pokémon Bank ook mogelijk ze te ontvangen via de Virtual Console uitgaven van Red, Blue en Yellow. De games spelen zich af in de regio Alola en introduceren 88 nieuwe Pokémon, waardoor het totaal uitkomt op 803.

## Pokémon-typen
Het type geeft aan wat voor soort aanvallen een Pokémon kan uitvoeren. Het Pokémon-type wordt ook wel de soort genoemd. Elk type heeft sterke en zwakke punten, zo is een grassoortige Pokémon zwak voor vuur maar is waterbestendig. Een vuurtype is zwak voor water maar is bestand tegen gras, en een watertype is zwak voor gras, maar biedt weerstand tegen vuur. Sommige Pokémon-typen bieden zelf volledige immuniteit voor bepaalde soorten aanvallen.
Er zijn 18 verschillende Pokémon-typen:
- Normaal type Normal
- Vuurtype Fire
- Watertype Water
- Grastype Grass
- Elektrisch type Electric
- IJstype Ice
- Vechttype Fighting
- Giftype Poison
- Grondtype Ground
- Vliegtype Flying
- Psychisch type Psychic
- Insecttype Bug
- Steentype Stone
- Geesttype Ghost
- Draaktype Dragon
- Duister type Dark
- Staaltype Steel
- Feetype Fairy

Starter-pokémon hebben altijd een bepaald type. Die typen zijn gras, vuur en water. Alleen in het spel Pokémon Yellow is de starter-Pokémon van het Elektrisch type (een Pikachu).

## Nintendo's Pokémonspellen
De diverse Pokémonspellen die Nintendo in de loop der jaren voor haar verschillende platforms en consoles heeft uitgebracht zijn duidelijk elkaars opvolgers en volgen dezelfde RPG-principes.

### Doel van het spel
Elke speler van het spel verlangt ernaar de beste Pokémon-trainer te worden en alle Pokémon te vangen. In geen van de spellen zijn alle Pokémon te vangen, zodat de speler met iemand die het andere spel heeft moet ruilen om alle Pokémon te bemachtigen. Sommige Pokémon kan de speler niet vangen, maar moet hij door middel van training levels laten stijgen en zo laten evolueren.
De evolutie van een Pokémon kan echter ook op andere manieren:
- Evolutie als de Pokémon in level stijgt (meest gebruikelijk)
- Evolutie als het Blijheidsniveau van de Pokémon bereikt is, wanneer hij een level stijgt (Onder andere bij Baby Pokémon).
- Evolutie als een bepaalde evolutiesteen op de Pokémon wordt gebruikt. Hiervan bestaan meerdere soorten.
- Evolutie door ruilen.
- Evolutie door ruilen, wanneer de Pokémon een bepaald voorwerp vasthoudt.
- Evolutie hangt bij een Pokémon genaamd Eevee ook af van het tijdstip van de dag. Als hij overdag evolueert door zijn blijheidsniveau wordt het Espeon, maar 's avonds is dit Umbreon (in de vierde generatie is dit ook zo met andere Pokémon, Sneasel evolueert bijvoorbeeld 's nachts (met een bepaald voorwerp) in Weavile).
- Evolutie door de schoonheid te maximaliseren, dit komt voor bij de Pokémon Feebas die evolueert in Milotic.
- Evolutie door een level te trainen op een bepaalde plaats.
- Evolutie door een level te trainen met een bepaalde aanval.

En één keer is het zo, dat er uit een Pokémon bij de evolutie 2 Pokémon ontstaan (dit gebeurt bij de evolutie van Nincada), hierbij ontstaat, als er minder dan 6 Pokémon in het Pokémonteam van de trainer aanwezig zijn, een Shedinja, omdat deze zogezegd de cocon van Nincada zou zijn, met een eigen leven. Sommige Pokémon hebben ook een vertakte evolutie, afhankelijk van de wijze van evolutie, het gebruikte voorwerp of het tijdstip. Echter, sommige Pokémon hebben ook geen evolutie, zoals Tauros.
Andere Pokémon kan de speler enkel bemachtigen door in een Day Care Center 2 compatibele Pokémon te laten broeden, zodat er een ei verschijnt.
- In een paar specifieke gevallen moet een van de ouders ook een bepaald voorwerp vasthouden.
- Als de speler geen 2 compatibele Pokémon heeft, kan hij zich wenden tot Ditto. Dit geslachtloos wezen kan met elke Pokémon broeden, met uitzondering van de legendarische Pokémon, baby Pokémon, Unown, een andere Ditto, en een kleine groep andere geslachtloze Pokémon.

Daarnaast is het de bedoeling om 8 badges te verzamelen, door 8 gymleaders te verslaan, en de daarbij behorende Elite Four uit te dagen. Elke wereld heeft zijn eigen league:
- Kanto de Indigo League
- Johto de Johto League
- Hoenn de Hoenn League
- Sinnoh de Sinnoh League
- Unova de Unova League
- Kalos de Kalos League

Het is op Gold/Silver/Crystal/Heartgold/Soulsilver ook de bedoeling acht Badges van Kanto te verzamelen en Red uit te dagen.

### Game Boy Color & Advance spellen
Er zijn diverse Pokémonspellen verschenen voor de Game Boy. Deze zijn in te delen in enkele generaties.

#### Eerste generatie
Deze serie bestaat uit 4 spellen, die, als ze gespeeld werden op een Game Boy Pocket, slechts in één kleur waren.
- Pokémon Red
- Pokémon Green (Deze versie is de voorloper van de Amerikaanse Blue. Amerika dacht dat de kleur blauw beter zou verkopen dan groen. Ook zijn er veel geheimen en legendarische Pokémon anders. Pokémon Green was alleen verkrijgbaar in Japan.)
- Pokémon Blue
- Pokémon Yellow

Pokémon Yellow was een herziene versie van Pokémon Red en Blue, met daarin een andere verdeling van vangbare Pokémon, enkele herziende gebieden, en een iets ander spelverloop. Verder was een evolutie van Pikachu niet mogelijk, en waren alle starters-Pokémon te verkrijgen in het spel.
Enkele kenmerken van deze serie:
- Spelwereld: Kanto (Indigo plateau)
- Aantal Pokémon: 151
- Startpokémon: Bulbasaur, Charmander en Squirtle (Red en Blue) of Pikachu (Yellow)

#### Tweede generatie
Deze serie bestaat eveneens als de Color-generatie uit drie spellen, die, als ze gespeeld werden, volledig in kleur waren. Echter, de manier hoe de omgeving eruitziet is niet sterk veranderd, maar wel opgeknapt.
- Pokémon Gold
- Pokémon Silver
- Pokémon Crystal

Nieuw in de tweede generatie was ook de PokéGear, een apparaat dat de landkaart van de Johto-regio liet zien, de tijd liet zien, als een mobiele telefoon diende, en later ook een radio kreeg.
Ook nieuw was het dag-en-nachtsysteem.
Net zoals Pokémon Yellow een herziene versie was van Red en Blue, zo was Pokémon Crystal een herziene versie van Gold en Silver. Veranderingen waren het toevoegen van een zogeheten Battle Tower, enkele herinrichting van gebieden, en een voor een deel ander spelverloop. Een andere toevoeging was het toevoegen van locatiebordjes (bij het wisselen van gebied kreeg de speler een bordje hierover), en de keuze tussen een mannelijke of vrouwelijke speler. Verder waren alle Pokémon nu geanimeerd (een verandering die bij de volgende generatie alweer ongedaan werd gemaakt).
Enkele kenmerken van deze serie:
- Spelwereld: Johto en Kanto
- Aantal Pokémon: 251
- Startokémon: Chikorita, Cyndaquil en Totodile

### Game Boy Advance-spellen
Deze serie is ook weer te verdelen in twee delen, een aantal nieuwe spellen, en een aantal remakes

#### Derde generatie
Deze serie bestaat net zoals voorgaande series weer uit drie spellen, die grafisch volledig zijn vernieuwd, en waarin veel speltechnieken onder handen zijn genomen.
- Pokémon Ruby
- Pokémon Sapphire
- Pokémon Emerald

Nieuwe onderdelen in Pokémon Emerald zijn de Battle Frontier, in plaats van de vroegere Battle Tower, een aantal nieuwe gebouwen, enkele gebieden zijn veranderd, de hoofdpersonages hebben andere kleren, en een deel van de verhaallijn is aangepast. Ook is er een nieuw Eiland te bereiken na het verkrijgen van een officieel Ticket. En de afbeeldingen van Pokémon in een gevecht zijn weer geanimeerd, doch niet zo geavanceerd als in Pokémon Crystal. Nieuw hierbij is wel dat nu ook de eigen Pokémon van de speler (waarvan de speler enkel de achterzijde ziet) zijn geanimeerd. Pokémon uit de Metal generatie zijn ook te vangen, en kan de speler op een bepaald stuk van het spel een van de starter Pokémon uit Gold, Silver en Crystal (Chikorita, Cyndaquil of Totodile) krijgen. Elke Pokémon heeft ook in dit spel weer zijn eigen zwaktes en sterktes (behalve Sableye, die is nergens zwak voor).
Enkele kenmerken van deze serie:
- Spelwereld: Hoenn
- Aantal Pokémon: 386
- Startpokémon: Treecko, Torchic en Mudkip

#### Herziene versies
Er zijn in de stijl van de nieuwe spellen Ruby, Sapphire en Emerald ook remakes gemaakt van Pokémon Red en Blue. Deze hebben een naamsverandering ondergaan en enkele inhoudelijke veranderingen, en zijn daarna op de markt gebracht.
- Pokémon FireRed
- Pokémon LeafGreen

Veranderingen zijn onder andere de toevoeging van negen nieuwe eilanden die alleen per boot bereikbaar zijn: de 7 Sevii Eilanden en 2 eilanden die slechts bereikbaar zijn nadat officieel ticket is verkregen door een event van Nintendo. Daarbij komt nog een volledige herziening van de omgeving en het verwijderen van foutjes uit de originele versies.
Enkele kenmerken van deze serie:
- Spelwereld: Kanto
- Aantal vangbare Pokémon: 386
- Startpokémon: Bulbasaur, Charmander en Squirtle

### Nintendo DS-spellen

#### Vierde generatie
Op 18 september 2006 in Japan kwamen de spellen van de vierde generatie uit, en in de VS op 22 april 2007. In Europa zijn de spellen op 27 juli uitgekomen.
- Pokémon Diamond
- Pokémon Pearl
- Pokémon Platinum
- Platform: Nintendo DS (Ook gedeeltelijk Game Boy Advance, via slot 2 van de DS, kan een speler Pokémon overzetten van GBA naar NDS, maar de Nintendo DS blijft vereist)
- Ruilmethode: Draadloos ruilen met iemand dichtbij, via de Nintendo Wi-Fi Connection: over het internet met iemand ruilen, via het Global Trade Station of via de dual-slot-functie zodat een speler Pokémon van Ruby, Sapphire, Emerald, FireRed en LeafGreen kan overzetten naar Diamond, Pearl en Platinum. (Dit is wel eenrichtingsverkeer, de Pokémon kunnen niet meer terug naar de Game Boy Advance-spelcassette.)

Enkele kenmerken van deze serie:
- Spelwereld: Sinnoh
- Aantal Pokémon: 493
- Startpokémon: Turtwig, Chimchar en Piplup

#### Herziene versies
- Pokémon HeartGold (Pokémon HartGoud)
- Pokémon SoulSilver (Pokémon ZielZilver)

Enkele kenmerken van deze serie:
- Spelwereld: Johto
- Aantal vangbare Pokémon: 493
- Startpokémon: Chikorita, Cyndaquil en Totodile
- Platform: Nintendo DS. Kan verbonden worden met de Nintendo Wii.
- Ruilmethode: Draadloos ruilen met iemand dichtbij, via de Nintendo Wi-Fi Connection: over het internet met iemand ruilen (dat kan alleen ruilen met Pokémon Platinum, Diamond en Pearl en met HeartGold en SoulSilver). En ruilen via de dual-slotfunctie zodat een speler Pokémon van Ruby, Sapphire, Emerald, FireRed en LeafGreen kan overzetten naar HeartGold en SoulSilver.

#### Vijfde generatie
Op 18 september 2010 verscheen er voor het eerst een tweede generatie Pokemon-spelen op hetzelfde Platform (Nintendo DS): Pokémon Black & White. Dit zijn tevens 2 van de eerste videospelen die eerder in Europa verschenen dan in Amerika, want in Europa was de releasedatum 4 maart 2011, terwijl dit voor Noord-Amerika pas op 6 maart 2011 was. Op 10 maart 2011 verschenen deze twee ook in Australië.
- Pokémon Black (Pokémon Zwart)
- Pokémon White (Pokémon Wit)
- Platform: Nintendo DS
- Ruilmethode: Draadloos ruilen met iemand dichtbij, via de Nintendo Wi-Fi Connection: over het internet met iemand ruilen, via Infrarood (via het Global Trade Station) of via het Pokemon Transfer Lab, een functie waarmee de speler met twee DS'n Pokémon van Diamond, Pearl, Platinum, HeartGold en SoulSilver kan overzetten naar Black, White, Black 2 en White 2. (Dit is wel eenrichtingsverkeer, de Pokémon kunnen niet meer terug naar de oude spelcassette.)

Enkele kenmerken van deze serie:
- Spelwereld: Unova
- Aantal Pokémon: 649
- Startpokémon: Snivy, Tepig en Oshawott

#### Tweede Delen
- Pokémon Black 2 (Pokémon Zwart 2)
- Pokémon White 2 (Pokémon Wit 2)

Enkele kenmerken van deze serie:
- Spelwereld: Unova
- Aantal Pokémon: 649
- Startpokémon: Snivy, Tepig en Oshawott
- Platform: Nintendo DS. Kan verbonden worden met de Nintendo Wii.
- Ruilmethode: Draadloos ruilen met iemand dichtbij, via de Nintendo Wi-Fi Connection: over het internet met iemand ruilen, via Infrarood, (via het Global Trade Station) of via het Pokemon Transfer Lab, een functie waarmee de speler met twee DS'n pokemon van Diamond, Pearl, Platinum, HeartGold en SoulSilver kan overzetten naar Black, White, Black 2 en White 2. (Dit is wel eenrichtingsverkeer, de Pokémon kunnen niet meer terug naar de oude spelcassette.)

### Nintendo 3DS-spellen

#### Zesde generatie
- Pokémon X
- Pokémon Y
- Platform: Nintendo 3DS
- Ruilmethode: Draadloos ruilen met iemand dichtbij, via het Nintendo Network: over het internet met iemand ruilen, via Infrarood

Enkele kenmerken van deze serie:
- Spelwereld: Kalos
- Aantal Pokémon: 721
- Startpokémon: Chespin, Fennekin en Froakie

#### Herziene versies
Deze games zijn de remakes van Pokémon Ruby en Sapphire voor de Game Boy Advance. Omega Ruby & Alpha Sapphire kwamen in Europa uit op 28 november 2014.
- Pokémon Omega Ruby
- Pokémon Alpha Sapphire
- Platform: Nintendo 3DS
- Ruilmethode: Draadloos ruilen met iemand dichtbij, via het Nintendo Network: over het internet met iemand ruilen en via infrarood.

Enkele kenmerken van deze serie:
- Spelwereld: Hoenn
- Aantal Pokémon: 721
- Startpokémon: Treecko, Torchic en Mudkip

#### Virtual Console release van Blue, Red en Yellow
In november 2015 kondigde Nintendo aan dat de originele Pokémon Red, Blue en Yellow (en Green exclusief voor Japan) uit zouden komen voor de Virtual Console op de Nintendo 3DS. De heruitgave vond 20 jaar na de oorspronkelijke uitgave, op 27 februari 2016, plaats. De spellen bevatten een paar nieuwe functies, waaronder draadloos vechten en ruilen met andere spelers. Dit kon voorheen alleen met de Nintendo Game Boy link cable.

#### Zevende generatie
Op 27 februari 2016 werden Pokémon Sun en Moon aangekondigd. Deze kwamen uit in Europa op 23 november 2016. Het is naast het ontvangen van Pokémon via de andere 3DS-games en de Bank ook mogelijk ze te ontvangen via de Virtual Console uitgaven van Red, Blue en Yellow. De games maken onderdeel uit van de zevende generatie Pokémon. Dit is het eerste spel waarbij een officiële Chinese, zowel traditioneel als vereenvoudigd, vertaling beschikbaar is.
Ze worden opgevolgd door Ultra Sun en Moon.
Enkele kenmerken van deze serie:
- Spelwereld: Alola
- Aantal Pokémon: 802
- Startpokémon: Rowlet, Litten en Popplio

### Nintendo Switch-spellen

#### Achtste generatie
Op 27 februari 2019 werden Pokémon Sword en Shield voor de Nintendo Switch aangekondigd. Deze kwamen uit in Europa op 15 november 2019.
Enkele kenmerken van deze serie:
- Spelwereld: Galar
- Aantal Pokémon: 898
- Startpokémon: Grookey, Scorbunny en Sobble

Herziene versies
- Pokémon Brilliant Diamond
- Pokémon Shining Pearl
- Pokémon Legends: Arceus

## Zijlijnen en spin-offs
Behalve de basislijnspellen zijn er nog veel andere spellen uitgekomen, ze variëren van puzzelgames tot 3D-RPG's

### iOS en Android-spellen
- Pokémon Shuffle Mobile
- Pokémon GO
- Pokémon TCG Online
- Pokémon Duel

### Nintendo Switch-spellen
- Pokémon Legends: Arceus

### Nintendo 3DS-spellen
- Pokédex 3D (een app die kan worden gedownload voor de 3DS in de Nintendo eShop)
- Super Pokémon Rumble
- Pokémon Rumble World
- Pokédex 3D Pro (een verbeterde versie van de eerste Pokédex 3D) (een app die kan worden gedownload voor de 3DS in de Nintendo eShop)
- Pokémon Dream Radar (een spel waarbij de speler met zijn 3DS-camera Pokémon moet vangen door op ze te schieten. Als de speler ze heeft gevangen, kan hij ze doorsturen naar Pokémon Black 2 en Pokémon White 2) (een app die kan worden gedownload voor de 3DS in de Nintendo eShop)
- Pokémon Mystery Dungeon: Gates to Infinity
- Pokémon Super Mystery Dungeon
- Pokémon Bank en Pokétransfer (app uit de eShop waarin men Pokémon op kan slaan in een Bank en uit Black (2) en White (2) door kan sturen naar Pokémon X & Y en Pokémon Omega Ruby en Alpha Sapphire)
- Detective Pikachu, een spel waarbij men met Pikachu een detectivezaak oplost.

### Nintendo DS-spellen
- Pokémon Mystery Dungeon: Blue Rescue Team
- Pokémon Link!
- Pokémon Dash
- Pokémon Mystery Dungeon Explorers of Time
- Pokémon Mystery Dungeon Explorers of Darkness
- Pokémon Mystery Dungeon Explorers of Sky
- Pokémon Ranger
- Pokémon Ranger The Shadows of Almia
- Pokémon Ranger Guardian Signs
- Pokémon Typing Adventure (voor dit spel is naast een DS ook een draadloos Bluetooth-keyboard nodig, dat in de winkel bij het spel wordt gegeven)
- Pokémon Trading Card Game: How To Play DS (alleen in Japan)
- Pokémon Conquest

### Game Boy- en Game Boy Advance-spellen
- Pokémon Pinball
- Pokémon Pinball: Ruby & Sapphire
- Pokémon Trading Card Game
- Pokémon Trading Card Game 2
- Pokémon Puzzle Challenge
- Pokémon Mystery Dungeon: Red Rescue Team
- Pokémon Pikachu

### Nintendo 64-spellen
- Pokémon Stadium
- Pokémon Stadium 2
- Pokémon Snap
- Pokémon Puzzle League
- Hey You, Pikachu! (Alleen in Japan en de Verenigde Staten)

### Pc-spellen
- Pokémon Play It
- Pokémon TCG Online

### GameCube-spellen
- Pokémon Colosseum
- Pokémon XD: Gale of Darkness
- Pokémon Channel
- Pokémon Box

### Wii-spellen
- Pokémon Battle Revolution
- Pokémon Ranch
- Super Smash Bros. Brawl een combi-spel met Sonic, Mario enz.
- Pokemon Mystery Dungeon: Keep Going! Blazing Adventure Squad (Alleen in Japan)
- Pokemon Mystery Dungeon: Let's Go! Stormy Adventure Squad (Alleen in Japan)
- Pokemon Mystery Dungeon: Go For It! Light Adventure Squad (Alleen in Japan)
- Pokemon Rumble
- PokéPark Wii: Pikachu's Great Adventure
- PokéPark 2: Wonders Beyond

### Wii U-spellen
- Pokkén Tournament
- Pokémon Rumble U

### Pokémon Pikachu en Pokémon Mini
Nintendo heeft ook de Pokémon Pikachu en de Pokémon Pikachu Color uitgebracht in 1998. Dit zijn kleine apparaatjes vergelijkbaar met de Tamagotchi waarmee de speler met Pikachu kan spelen. Later kwam de Pokémon Mini, een spelcomputer speciaal voor Pokémonspellen.

## Tekenfilmserie
Zie ook Lijst van afleveringen van Pokémon.
De anime van het spel Pokémon, gewoonweg Pokémon genoemd, volgt de avonturen van de tienjarige jongen Ash Ketchum uit Pallet Town, die Pokémonmeester wil worden. Hij was te laat om uit een van de drie starter-Pokémon te kiezen (Charmander, Squirtle en Bulbasaur), dus kreeg hij een Pikachu toegewezen.
De tekenfilmserie bestaat al uit veel seizoenen, waarbij Ash reist door de verschillende regio's: tot nu toe Kanto, Orange Islands, Johto, Hoenn, Sinnoh, Unova, Kalos en Alola.
Pokémon werd voor het eerst in Nederland uitgezonden door Fox Kids, later bekend als Jetix. Op 1 januari 2010 werd Jetix vervangen door het ook in Vlaanderen te ontvangen Disney XD, waar Pokémon in het vervolg op werd uitgezonden. Daarnaast is Pokémon te bekijken via Netflix, Videoland en gratis via de officiële Pokemon.nl website.
In Vlaanderen (België) werd het uitgezonden door VT4, vanaf 18 september 2012 op VIER tot 31 december 2015. Sinds 29 juni 2015 is het ook te zien op vtmKzoom, sinds 18 december 2015 op Kadet en sinds 3 juli 2017 op VTM.
Van de serie bestaan de volgende seizoenen:
- Pokémon: Indigo League (Seizoen 1)
- Pokémon: Adventures on the Orange Islands (Seizoen 2)
- Pokémon: The Johto Journeys (Seizoen 3)
- Pokémon: Johto League Champions (Seizoen 4)
- Pokémon: Master Quest (Seizoen 5)
- Pokémon: Advanced (Seizoen 6)
- Pokémon: Advanced Challenge (Seizoen 7)
- Pokémon: Advanced Battle (Seizoen 8)
- Pokémon: Battle Frontier (Seizoen 9)
- Pokémon: Diamond and Pearl (Seizoen 10)
- Pokémon: Diamond and Pearl - Battle Dimension (Seizoen 11)
- Pokémon: Diamond and Pearl - Galactic Battles (Seizoen 12)
- Pokémon: Diamond and Pearl - Sinnoh League Victors (Seizoen 13)
- Pokémon: Black & White (Seizoen 14)
- Pokémon: Black & White - Rivaliserende Lotsbestemmingen (Seizoen 15)
- Pokémon: Black & White - Avonturen in Unova en daarbuiten (Seizoen 16)
- Pokémon: XY - Een nieuw Mega avontuur (Seizoen 17)
- Pokémon: XY - Ontdekkingsreis door Kalos (Seizoen 18)
- Pokémon: XY&Z - Een reis door onbekend gebied (Seizoen 19)
- Pokémon: Zon & Maan (Seizoen 20)
- Pokémon: Zon & Maan - Ultra-avonturen (Seizoen 21)

## Films
Buiten de anime en de video- en kaartspellen zijn er nog volledige films.
- Pokémon de film: Mewtwo tegen Mew (1998) - (Pokémon the First Movie: Mewtwo Strikes Back)
- Pokémon 2: Op Eigen Kracht (2000) - (Pokémon 2000: Power of One)
- Pokémon 3: In de greep van Unown (2000) - (Pokémon 3: Spell of the Unown)
- Pokémon: De terugkeer van Mewtwo (2001) - (Pokémon: Mewtwo Returns)
- Pokémon 4Ever (2001) - (Pokémon 4Ever: Celebi, Voice of the Forest)
- Pokémon 5: Helden (2002) - (Pokémon 5: Heroes: Latios and Latias)
- Pokémon 6: Jirachi, Droomtovenaar (2003) - (Pokémon 6: Jirachi: Wish Maker)
- Pokémon 7: Doel Deoxys (2004) - (Pokémon 7: Destiny Deoxys)
- Pokémon 8: Lucario en het Mysterie van Mew (2005) - (Pokémon 8: Lucario and the Mystery of Mew)
- Pokémon 9: Pokémon Ranger en de Tempel van de Zee (2006) - (Pokémon 9: Pokémon Ranger and the Temple of the Sea)
- Pokémon 10: De Opkomst van Darkrai (2007) - (Pokémon 10: The Rise of Darkrai)
- Pokémon 11: Giratina en de Krijger van de Lucht (2008) - (Pokémon 11: Giratina and the Sky Warrior)
- Pokémon 12: Arceus en het Juweel des Levens (2009) - (Pokémon 12: Arceus and the Jewel of Life)
- Pokémon 13: Zoroark - Meester der Illusie (2010) - (Pokémon 13: Zoroark: Master of Illusions)
- Pokémon 14: Black: Victini & Reshiram (2011) - (Pokémon 14: Black: Victini & Reshiram)
- Pokémon 14: White: Victini & Zekrom (2011) - (Pokémon 14: White: Victini & Zekrom)
- Pokémon 15: Kyurem vs Het Zwaard Der Gerechtigheid (2012) - (Pokémon 15: Kyurem vs The Sacred Swordsmen Keldeo)
- Pokémon 16: Genesect En De Ontwaakte Legende (2013) - (Pokémon 16: Genesect and the Legend Awakened)
- Pokémon 17: Diancie en de Cocon der Vernietiging (2014) - (Pokémon 17: Diancie and the Cocoon of Destruction)
- Pokémon 18: Hoopa en de Strijd der Tijden (2015) - (Pokémon 18: Hoopa and the Clash of Ages)
- Pokémon 19: Volcanion en het Magische Wonder (2016) - (Pokémon 19: Volcanion and the Mechanical Marvel)
- Pokémon de Film: Ik Kies Jou! (2017) - (Pokémon 20: I Choose You!)
- Pokémon 21: Onze Kracht (2018) - (Pokémon 21: Everyone's Story)
- Pokémon Detective Pikachu (2019)

## Manga
Er zijn verschillende manga (strips) van Pokémon uitgebracht.
Pokémon Adventures volgt de avonturen van de jongen Red uit Pallet Town, die Pokémon meester wil worden. Hij heeft een Poliwhirl. Red krijgt van Professor Oak de Pokémon Bulbasaur en een Pokédex om te beginnen op zijn Pokémonreis, het verzamelen van Pokémon en strijden tegen gymleiders van de acht gymbadges. Later ontmoet hij zijn rivaal Blue, en is vreemd genoeg, de kleinzoon van Oak.
Pokémon Adventures is opgedeeld in verschillende afzonderlijke delen, en die op hun beurt, zijn verder onderverdeeld in delen en talrijke kleinere hoofdstukken.
De serie is geschreven door Hidenori Kusaka en geïllustreerd door Mato voor de eerste 9 volumes. Satoshi Yamamoto nam het over van Mato (die ziek was in die tijd) en is sindsdien niet gestopt. De manga wordt uitgeven in het Engels in Noord-Amerika en het Verenigd Koninkrijk door VIZ Media, tot 2013 in Singapore door Chuang Yi en nu door Shogakukan Asia.
Andere manga zijn o.a. The Electric Tale of Pikachu en Magical Pokémon Journey. De enige Pokémon manga die in Nederland en Vlaanderen is uitgebracht is Pokémon Mystery Dungeon: Ginji's Reddingsteam, dat in drie delen gebundeld zat bij het Jetix Magazine.